# Cyclocosmia

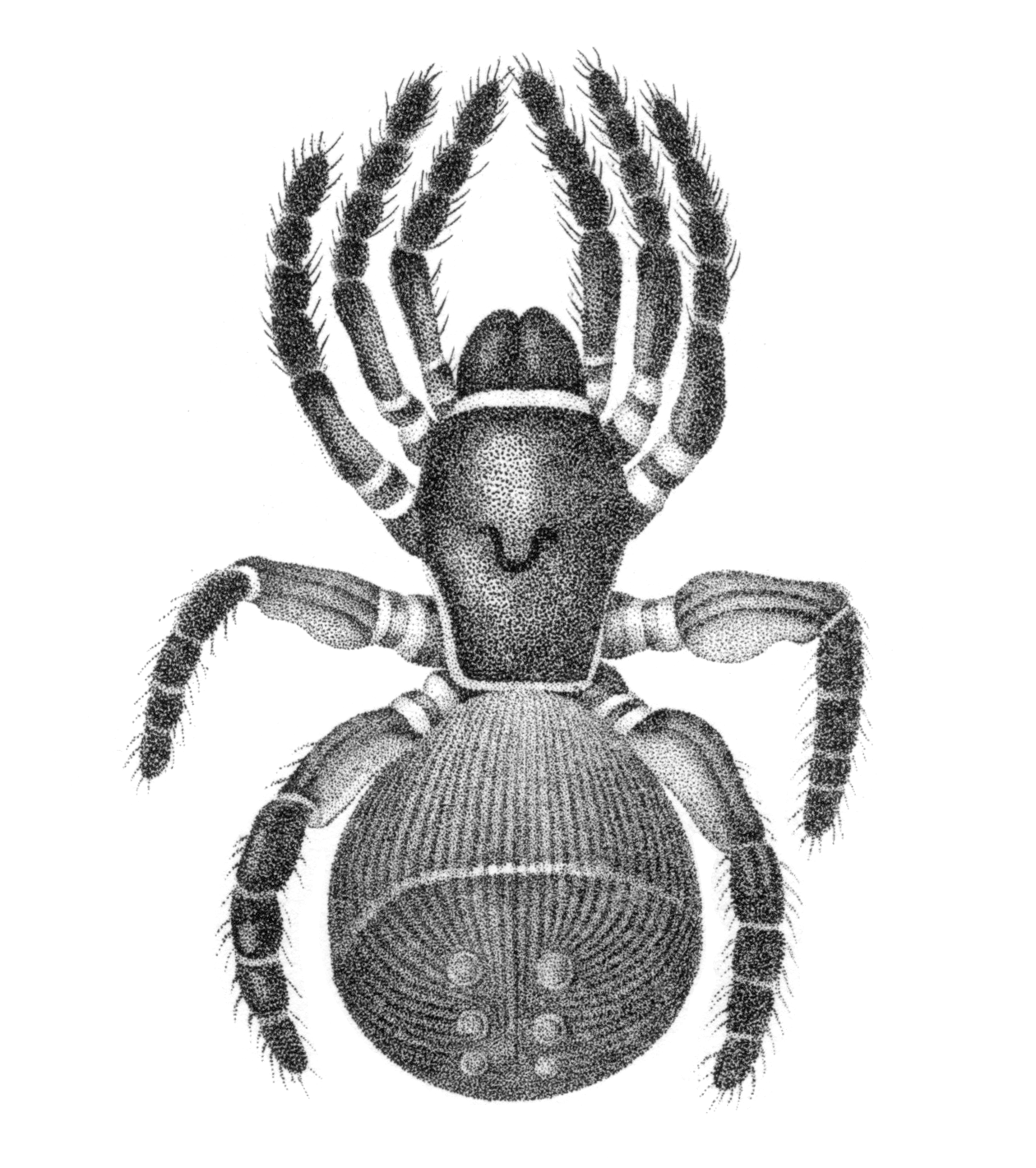
Cyclocosmia

Cyclocosmia é um gênero de aranhas na família Ctenizidae. O abdômen das aranhas deste gênero é abruptamente truncado e termina em um disco endurecido que é reforçado por um sistema de nervuras e sulcos. Elas usam esta parte do corpo para obstruir a entrada de seus esconderijos verticais de 7 a 15 cm de profundidade quando ameaçadas, um fenômeno chamado phragmosis. 
Espinhas fortes estão localizadas em torno da borda do disco. As quatro fieiras são encontradas logo antes dela, com fieiras posteriores, retráteis, particularmente grandes. As fêmeas de C. ricketti têm 28 mm de comprimento, com diâmetro de disco de 16 mm. Apenas a parte inferior da toca é revestida de seda.
As espécies neste gênero são distinguidas umas das outras pelo padrão do disco abdominal, o número de pelos e a forma dos espermatecas.

## Espécies
- Cyclocosmia lannaensis Schwendinger, 2005 — China, Tailândia
- Cyclocosmia latusicosta Zhu, Zhang & Zhang, 2006 — China
- Cyclocosmia loricata (C. L. Koch, 1842) — México, Guatemala
- Cyclocosmia ricketti (Pocock, 1901) — China
- Cyclocosmia siamensis Schwendinger, 2005 — Tailândia
- Cyclocosmia torreya Gertsch & Platnick, 1975 — Estados Unidos
- Cyclocosmia truncata (Hentz, 1841) — EUA